# Joseph Vilsmaier
Joseph Vilsmaier (München, 1939. augusztus 26. – München, 2020. február 11.) német operatőr  és rendező.

## Filmjei

### Rendező
Mozifilmek:
- 1988: Herbstmilch
- 1991: Rama dama
- 1993: Sztálingrád
- 1994: Charlie & Louise
- 1995: Schlafes Bruder (Álomnak fivére)
- 1996: Und keiner weint mir nach
- 1997: Comedian Harmonists
- 2000: Marlene
- 2001: Leo und Claire
- 2004: Bergkristall
- 2006: Der letzte Zug
- 2008: Die Geschichte vom Brandner Kaspar
- 2010: Nanga Parbat
- 2012: Bavaria – Traumreise durch Bayern[12]
- 2015: Österreich: Oben und Unten
- 2017: Bayern – sagenhaft

TV-filmek:
- 2002: August der Glückliche
- 2005: Vera, die Frau des Sizilianers
- 2006: Das Weihnachts-Ekel
- 2008: Die Gustloff (UFA/ZDF)
- 2012: Russisch Roulette
- 2012: Der Meineidbauer

### Operatőr
Mozifilmek:
- 1986: Didi auf vollen Touren
- 1987: Leere Welt (TV)
- 2012: Russisch Roulette

TV-sorozatok:
- 1974-82: Tetthely: 
  - 1974: Acht Jahre später
  - 1976: Fortuna III
  - 1977: Drei Schlingen
  - 1978: Lockruf
  - 1978: Rechnung mit einer Unbekannten
  - 1982: Das Mädchen auf der Treppe
- 1978-tól: Auf Achse, több epizód
- 1983: Rote Erde (Fernsehserie)|Rote Erde]
- 1984: Gespenstergeschichten
- 1989: Mission Eureka

## Fordítás
- Ez a szócikk részben vagy egészben  a   Joseph Vilsmaier című német Wikipédia-szócikk fordításán alapul.  Az eredeti cikk szerkesztőit annak laptörténete sorolja fel. Ez a jelzés csupán a megfogalmazás eredetét és a szerzői jogokat jelzi, nem szolgál a cikkben szereplő információk forrásmegjelöléseként.